# Утерянные кодексы
«Утерянные кодексы» — утраченные или недоступные для официальной науки книги из Библиотеки Наг-Хамади. Эта крупнейшая из известных библиотека гностических текстов была найдена в 1945 году в Египте, в районе селения Наг-Хаммади. Рукописи библиотеки изготовлены из папируса и получили название кодексов. В настоящий момент науке известны 12 кодексов и нескольких листов из 13-го кодекса, находящихся в собственности Каирского музея. Существует мнение, что, по меньшей мере, один из кодексов попал в частную коллекцию и стал недоступен для мирового научного сообщества.

## История открытия
Компиляция сделана на основе издания: The Anchor Bible Dictionary. New York, 1992; Статья «Nag Hammadi», а также на основе материалов сайта Библиотека Наг-Хаммади
«Честь находки библиотеки Наг-Хамади принадлежит братьям Мухаммеду Али и Абу Аль-Майду из деревни Аль-Каср (древний Хенобоскион). В декабре 1945 года они вместе с шестью другими крестьянами отправились копать сабах (вид природного нитратного удобрения) к подножию горы Гебель аль-Тариф, расположенной примерно в 9 км к западу от руин базилики св. Пахомия в Фау-Кибли (древний Пбоу). В ходе работ братья обнаружили каменный кувшин, в котором находились тринадцать книг (кодексов) в переплетах из кожи. Так как другие крестьяне отказались от своей доли в находке, кодексы оказались в доме Мухаммеда Али, где его мать, Умм Ахмад, использовала часть листов папируса для растопки печи для выпечки хлеба.
В дальнейшем судьба кодексов сложилась так. Несколькими неделями позже Мохаммед Али Самман убил Ахмеда Исмаила, предполагаемого убийцу своего отца. Чтобы избежать ареста, Мохаммед Али скрылся, предварительно передав часть кодексов Аль Куммусу Базилиусу Абдель Масиху, местному священнику. Тот послал один из кодексов египетскому историку Рахибу, который немедленно забрал находящуюся у Абдель Масиха часть коллекции и переправил её в Коптский музей в Каире, где их изучал французский египтолог Жан Доресс.
Другая часть книг досталась бандиту Бахиж Али, проживавшему в той же деревне, что и Мухаммед Али Самман. Одну часть книг Бахиж Али продал на чёрном рынке, а другую — Фосиону Тано, каирскому коллекционеру и торговцу древностями. И хотя египетские власти вскоре вышли на Тано, тот уже успел перепродать книги жившей в Каире итальянке мисс Даттари. В 1952 году, когда собрание кодексов было объявлено национальным культурным достоянием, книги были изъяты из коллекции мисс Даттари и перешли в Коптский музей.
Проданная Бахижем Али на чёрном рынке часть книг была приобретена торговцем древностями Альбертом Эйдом, который скрыл от египетских властей первый кодекс и тайно вывез его из страны. Не обнаружив заинтересованности среди коллекционеров в Соединенных Штатах, Альберт Эйд положил книгу в банковский сейф в Бельгии. После его смерти книги перешла его жене, а от неё — профессору Джайлсу Квиспелу, который приобрёл книгу через фонд Юнга в Цюрихе, чтобы подарить на день рождения известному психоаналитику Карлу Густаву Юнгу.
Принципиальный вопрос, который задает себе большинство исследовавших проблему ученых, связан с определением точного количества найденных в Наг-Хаммади рукописей. По утверждению Мухаммеда Али в найденном им сосуде находилось тринадцать книг. Но сегодня тринадцатым кодексом называют восемь листов папируса, которые ещё в древности были вырезаны и вставлены в переплет кодекса VI. По мнению ученых, кодекс XIII нельзя считать одной из тринадцати отдельных книг, найденных в 1945 году, так как тогда он был частью кодекса VI. Существует предположение, что XIII кодекс мог быть сожжен Умм Ахмад, но на данный момент это мнение не имеет подтверждений. Более того, существуют свидетельства обратного — указывающие на вероятность того, что XIII кодекс всё-таки существует и находится в руках частных коллекционеров».

## Французский египтолог Жан Доресс и история XIII-го кодекса
Среди ученых, изучавших найденные в Наг-Хаммади рукописи, в числе первых стоят имена Джеймса М. Робинсона (руководителя группы, проводившей масштабные исследования в районе монастыря святого Пахомия в деревне Фау-Кибли и у подножия Гебель эль-Тариф) и Жана Доресса (французского египтолога, изучавшему рукописи в Каирском музее). С именем Жана Доресса теснее всех связана история XIII-го кодекса, который вместе с II, IV-м, и частью кодекса I-го кодекса был приобретен каирским антикваром Фокионом Дж. Тано.
В 1948 г. Тано показал их Этьену Дриотону (в ту пору генеральному директору Службы древностей) и Жану Дорессу. Кроме этих материалов (которые после долгих переговоров относительно покупки новое правительство Египта объявило национальным достоянием) Тано предоставил в распоряжение Жана Доресса черно-белые снимки нескольких недостающих страниц (предположительно относящихся к XIII-му кодексу, хотя достоверных данных по этому поводу нет), якобы проданных им ранее некому коллекционеру из Европы. На этих снимках содержались апокрифы, названия которых Доресс перевел как «Сияние» и «Предназначение».
Одно из изданий книги Доресса (Jean Doresse. «The Discovery of the Nag Hammadi Texts. A firsthand account of the expedition that shook the foundations of Christianity» — 1958 год, на английском языке) содержит собственное послесловие автора, в котором Доресс описывает историю своей работы над этими текстами и приводит перевод одного из них — апокрифа «Предназначение», содержащего сведения о первых днях сотворения мира и о последовавшей вслед за этим войне ангелов. Последний, по мнению Доресса, является гностической интерпретацией первой главы библейской книги «Genesis» (Бытие) и по своему содержанию входит в существенные противоречия с каноническим текстом Святого Писания.

## Критика некоторых находок из Наг-Хаммади со стороны научного сообщества и Католической церкви
Работа Жана Доресса в отношении текстов «Сияние» и «Предназначение» подверглась масштабной критике со стороны ученого сообщества и в некоторой степени — Церкви. Основная критика была направлена на недоказуемость существования «утерянных кодексов», так как снимки, предоставленные Дорессу Фосионом Тано были утеряны во время военного переворота в Египте в 1952 году. Общая (нехарактерная для гностических материалов) «ветхозаветная» направленность текстов и отсутствие фактических доказательств их существования заставили Доресса отказаться от включения этих материалов в более поздние копии своих работ. На посвященной вопросам гностицизма конференции (Proceedings of the International Colloquium on Gnosticism; Stockholm, 1977) существование этих текстов категорически отрицалось.
Этот случай до некоторой степени аналогичен истории с другим текстом из той же библиотеки — так называемым «Евангелием от Фомы» (который, однако, ни в коей мере не может считаться «утерянным»). Данный исторический документ составлен в виде диалога между Иисусом и апостолом Фомой и включает в себя 118 логионов (в переводе с греческого — изречений), которые очень сильно отличаются по духу от текстов в Новом Завете. Этот манускрипт, как и все остальные книги, найденные вместе с ним, датируется примерно 350 годом нашей эры. В манускрипте были обнаружены ссылки на греческий текст, найденные при археологических раскопках фрагменты которого датируются 200 годом. Таким образом, греческая версия этого евангелия — более ранний документ, чем принято полагать.
С 1975 этот текст стал открыт для всех желающих. Аннотированное Евангелие от Фомы было издано на нескольких языках. Оригинал является собственностью Департамента Древностей Египта. Первое фотографическое издание вышло в 1956, а первый критический анализ — в 1959 году. Однако в некоторых странах, например Франции, сокращенная версия этих текстов была опубликована лишь через 15 лет после того, как их нашли, а полная — ещё через 15 лет. Ходили слухи, что церковь собирается подать в суд на авторов критических работ. Поначалу эту книгу запретили, но через два года все же дали разрешение её опубликовать. Основные христианские церкви и деноминации не признают Евангелие от Фомы частью Священного Писания.